# Morbach (Ortsbezirk)
Morbach ist ein Dorf und Ortsbezirk der verbandsfreien Gemeinde Morbach im Landkreis Bernkastel-Wittlich von Rheinland-Pfalz. Der Ort hat etwa 3200 Einwohner (2019).

## Geographie
Der Ort liegt am Fuße des Idarwaldes im Hunsrück und am Morbach, einem linken Zufluss der Dhron, die nördlich am Ort vorbei fließt. Zum Ortsbezirk Morbach gehören auch die Wohnplätze Am Mehlbaum, Am Sonnenberg, Hof Geiersley, Rasthaus Dhrontal und Schmausemühle. Nachbarorte sind die Gemeindeteile Wenigerath im Norden, Bischofsdhron im Nordosten, Gutenthal im Südwesten und Weiperath sowie Rapperath im Westen.

## Geschichte
Morbach gehörte landesherrschaftlich zu Kurtrier, das als Lehnsherren die Vögte zu Hunolstein einsetzte.
Das Linke Rheinufer wurde 1794 im ersten Koalitionskrieg von französischen Revolutionstruppen besetzt. Von 1798 bis 1814 war Morbach ein Teil der Französischen Republik (bis 1804) und anschließend des Napoleonischen Kaiserreichs, zugehörig dem Saardepartement, Arrondissement Birkenfeld, Kanton Rhaunen. Auf dem Wiener Kongress (1815) kam die Region an das Königreich Preußen, der Ort wurde 1816 dem Regierungsbezirk Trier, Kreis Bernkastel zugeordnet und – mit einer Unterbrechung von 26 Jahren – Sitz der Bürgermeisterei Morbach (ab 1927 Amt Morbach, ab 1968 Verbandsgemeinde Morbach).
Nach dem Ersten Weltkrieg gehörte das Gebiet zum französischen Teil der Alliierten Rheinlandbesetzung. Nach dem Zweiten Weltkrieg wurde Morbach innerhalb der französischen Besatzungszone Teil des damals neu gebildeten Landes Rheinland-Pfalz.
Am 31. Dezember 1974 wurde aus der bis dahin eigenständigen Ortsgemeinde Morbach mit zu diesem Zeitpunkt 2720 Einwohnern und den anderen 18 Ortsgemeinden der Verbandsgemeinde Morbach die verbandsfreie Gemeinde Morbach (Einheitsgemeinde) gebildet.

## Politik

### Ortsbezirk
Morbach ist gemäß Hauptsatzung einer von 19 Ortsbezirken der Gemeinde Morbach. Er wird politisch von einem Ortsbeirat und einem Ortsvorsteher vertreten.

### Ortsbeirat
Der Ortsbeirat von Morbach besteht aus 15 Mitgliedern, die bei der Kommunalwahl am 9. Juni 2024 in einer personalisierten Verhältniswahl gewählt wurden, und dem ehrenamtlichen Ortsvorsteher als Vorsitzendem.
Die Sitzverteilung im Ortsbeirat:
| Wahl | SPD | CDU | FDP | FWM (*) | Gesamt   |
| ---- | --- | --- | --- | ------- | -------- |
| 2024 | 2   | 7   | –   | 6       | 15 Sitze |
| 2019 | 1   | 8   | 1   | 5       | 15 Sitze |
| 2014 | 2   | 8   | 1   | 4       | 15 Sitze |
| 2009 | 3   | 8   | 1   | 3       | 15 Sitze |
| 2004 | 2   | 9   | –   | 4       | 15 Sitze |

### Ortsvorsteher
Hugo Bader (FWM) wurde am 29. August 2024 Ortsvorsteher von Morbach. Bei der Direktwahl am 9. Juni 2024 hatte er sich mit einem Stimmenanteil von 55,06 % gegen den bisherigen Amtsinhaber und einen weiteren Bewerber durchgesetzt.
Sein Vorgänger Georg Schuh (CDU) hatte das Amt seit 2009 inne. Zuvor war Hans Jung 15 Jahre Ortsvorsteher von Morbach.

### Wappen
Das alte Wappen des Ortes zeigt im Schildhaupt ein rotes Balkenkreuz auf silbernem Grund, darunter auf blauem Grund und schräg liegend ein silberner Wellenbalken. Auf diesem Wellenbalken liegt ein Wappen aus zwei roten Balken im Wechsel mit insgesamt zwölf roten, quadratischen Steinen auf goldenem Grund. Das Balkenkreuz im oberen Teil ist das kurtrierische Wappen der ehemaligen Landesherrschaft. Der Wellenbalken deutet den Morbach an, einen Zufluss der Dhron. Das kleine Schild zeigt das Wappen der ehemaligen Lehnsherren des Ortes, den Vögten zu Hunolstein.

## Kultur und Sehenswürdigkeiten

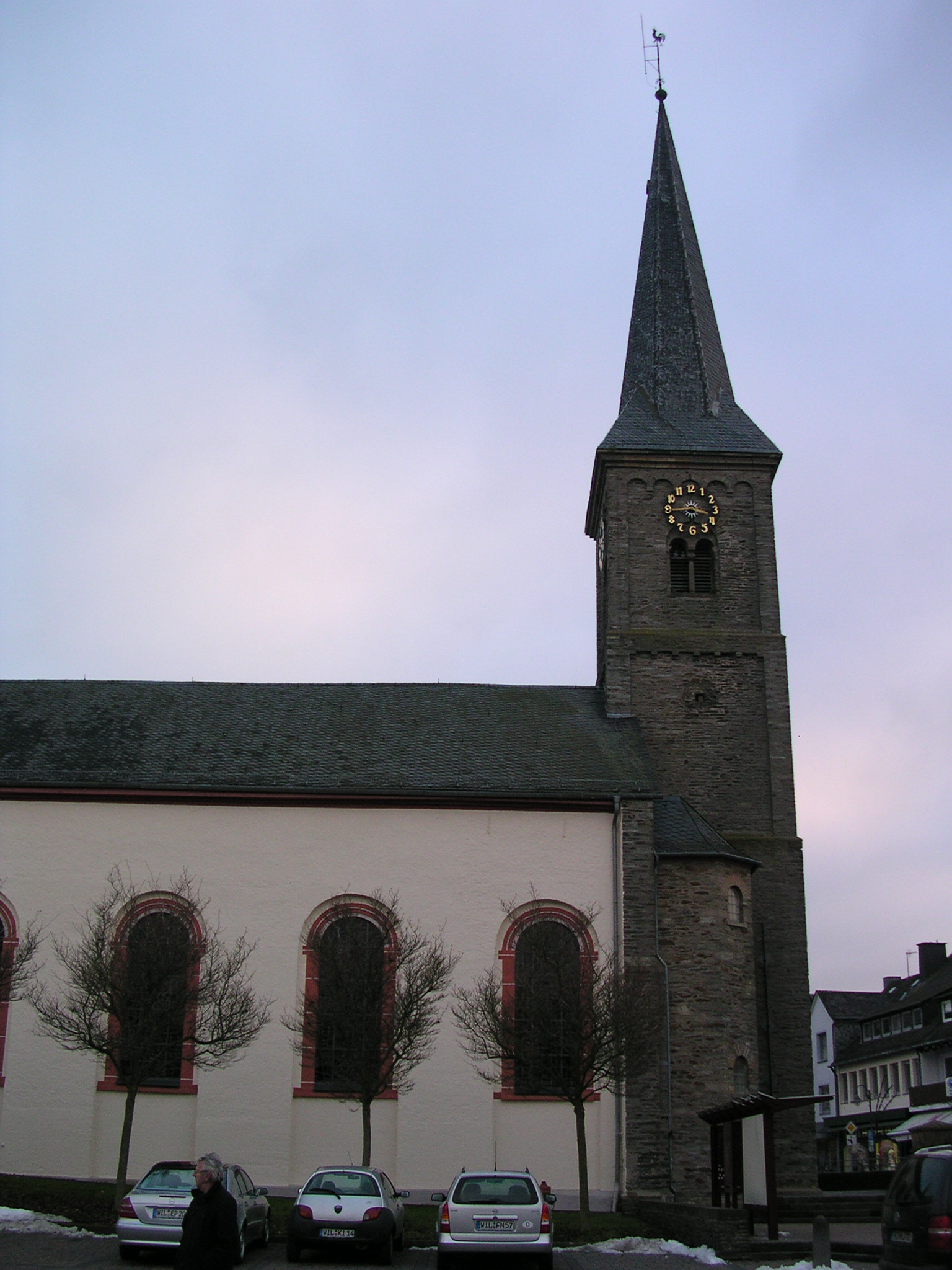
Katholische Pfarrkirche St. Anna (2006)

### Museen
Das Deutsche Telefon-Museum präsentiert unter anderem eine Sammlung von mehr als 2000 Telefonapparaten.

### Bauwerke
In der Denkmalliste des Landes Rheinland-Pfalz (Stand: 2025) sind folgende Kulturdenkmäler genannt:
- Katholische Pfarrkirche St. Anna, klassizistischer Saalbau (1830–34, mit jüngeren Erweiterungen), Birkenfelder Straße 1
- Ehemaliger Bahnhof, Typenbau (Anfang 20. Jahrhundert), Bahnhofstraße 116
- Mehrere Gebäude aus dem 19. und frühen 20. Jahrhundert
- Sogenannte Schmausemühle, eine ehemalige Ölmühle, kleiner Putzbau und kleine Fachwerkscheune, 18./19. Jahrhundert

### Grünflächen und Naherholung
Oberhalb des Ortes liegt das Quellgebiet des Morbachs, ein Hochmoor. Weitere Naherholungsziele sind der Wald Ortelsbruch und das Morbachtal mit einer historischen Ölmühle.

## Wirtschaft und Infrastruktur

### Unternehmen
Der namensgebende Ortsbezirk ist das Versorgungszentrum der gesamten Gemeinde. Im Umfeld des Ortes haben sich in den letzten Jahrzehnten vor allem Firmen der Holz- und holzverarbeitenden Industrie angesiedelt.

### Verkehr
Morbach liegt an der Hunsrückhöhenstraße (B 327), die bei Morbach einige Kilometer gemeinsam mit der B 269 verläuft.
Auf der 1902/03 eröffneten Hunsrückquerbahn wurde 1976 der Personenverkehr eingestellt, 1998/99 erfolgte die Stilllegung der Bahnstrecke.